# Stella d'argento al merito nazionale
La Stella d'argento al merito nazionale è un premio statale del Mali.

## Storia
La medaglia è stata istituita il 31 maggio 1963.

## Classi
La medaglia dispone delle seguenti classi di benemerenza:
- Ape: per il servizio buono e leale reso con efficienza, dedizione, iniziativa creativa e zelo nel campo della politica, dell'amministrazione, del servizio economico, sociale, artistico o militare per almeno cinque anni;
- Leone: per il servizio particolarmente meritevole in una qualsiasi nei campi sopra elencati.

## Insegne
- Il nastro è per un terzo verde, un terzo giallo e un terzo rosso.